# Duc de Montebello
Pour les articles homonymes, voir Montebello.

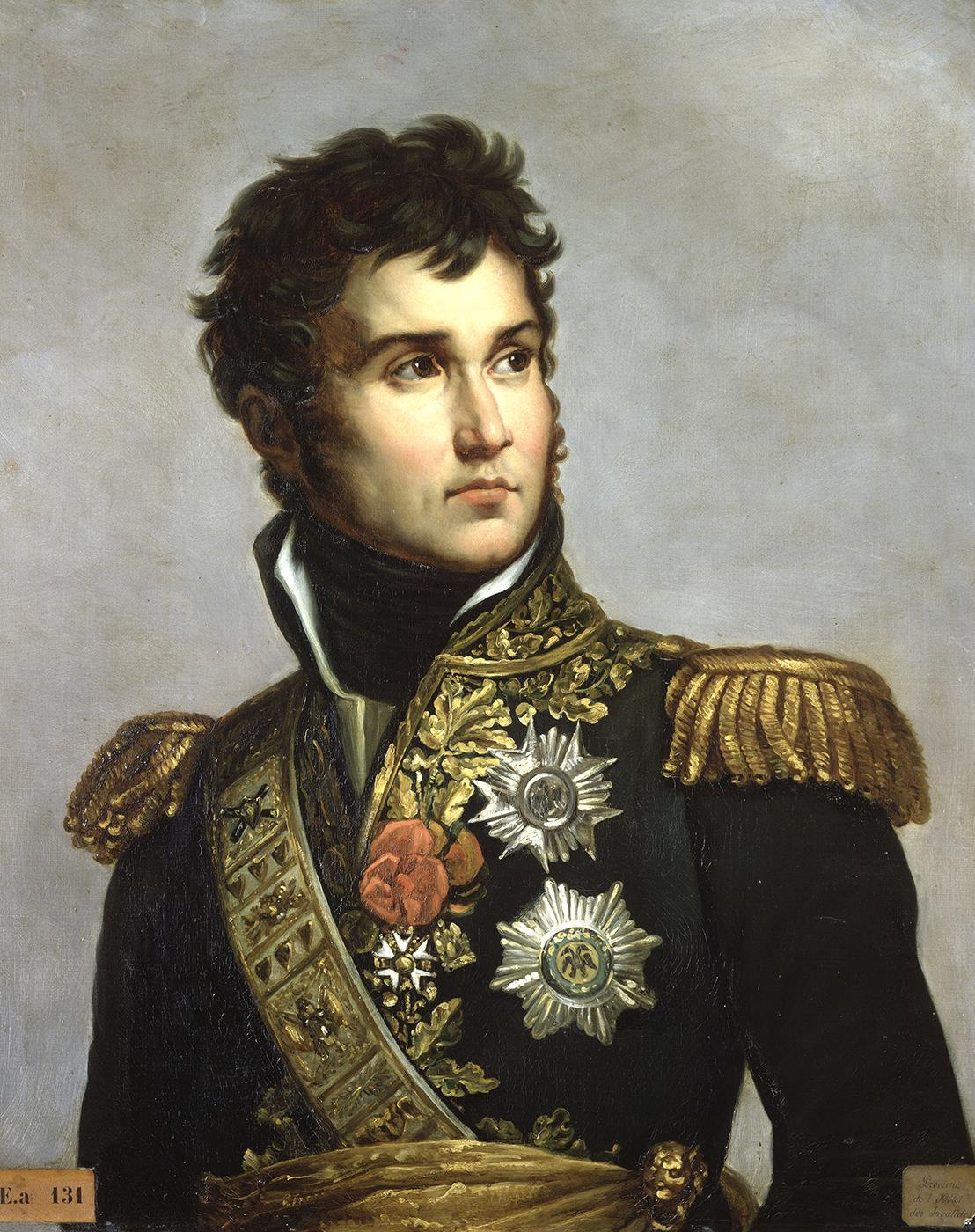
Le maréchal Lannes (1769-1809), Julie Volpelière (1790-1842) d'après François-Antoine Gérard (1760-1843), 1834.

Le titre de duc de Montebello et de l'Empire a été créé le 19 mars 1808 par Napoléon Ier au profit de Jean Lannes (1769-1809), maréchal d'Empire (1804).

## Histoire
Le titre de duc de Montebello et de l'Empire est un titre de victoire qui fait référence à la bataille de Montebello qui a eu lieu le 9 juin 1800 près de Montebello en Lombardie.
Le duché de Montebello avait été érigé par un décret du 19 mars 1808. Le maréchal Lannes reçut ses lettres patentes le 1er juin 1808 (signées à Bayonne,). Lannes était également donataire dans le duché de Varsovie (pour un revenu de 327 820 francs (principauté de « Sieverz »)), en Westphalie et en Hanovre (30 juin 1807 et 10 mars 1808).
Lannes avait été désigné donataire pour Sievers, duché polonais qu'administraient les évêques de Cracovie. Le décret de Napoléon désigne le domaine sous le nom de "Principauté de Sievers" (décret signé de Napoléon Ier à Tilsit le 30 juin 1807). Toutefois, Lannes ne reçut jamais le titre de "prince de Sievers" (rejetant la possibilité d'une revendication héréditaire) et n'est désigné comme tel que dans le cadre de l’administration de cette principauté.
Le maréchal Lannes fut tué à la bataille d'Essling (1809). L'aîné de ses fils, Louis Napoléon Lannes lui succéda dans ses titres, et majorat.
Napoléon Lannes fut fait « pair de France en considération des services rendus par son père » (membre de la Chambre des pairs, 17 août 1815, duc et pair héréditaire le 31 août 1817 (lettres patentes du 20 décembre 1817 enregistrées à la chambre des Pairs le 15 janvier 1818, et entérinées à la cour royale de Paris le 2 mai suivant, sans majorat, admis à siéger le 27 janvier 1827). Il ne prit séance au Palais du Luxembourg qu'après la Révolution de 1830.
La famille Lannes de Montebello est membre de l'Association d'entraide de la noblesse française (ANF) depuis le 29 novembre 1991.

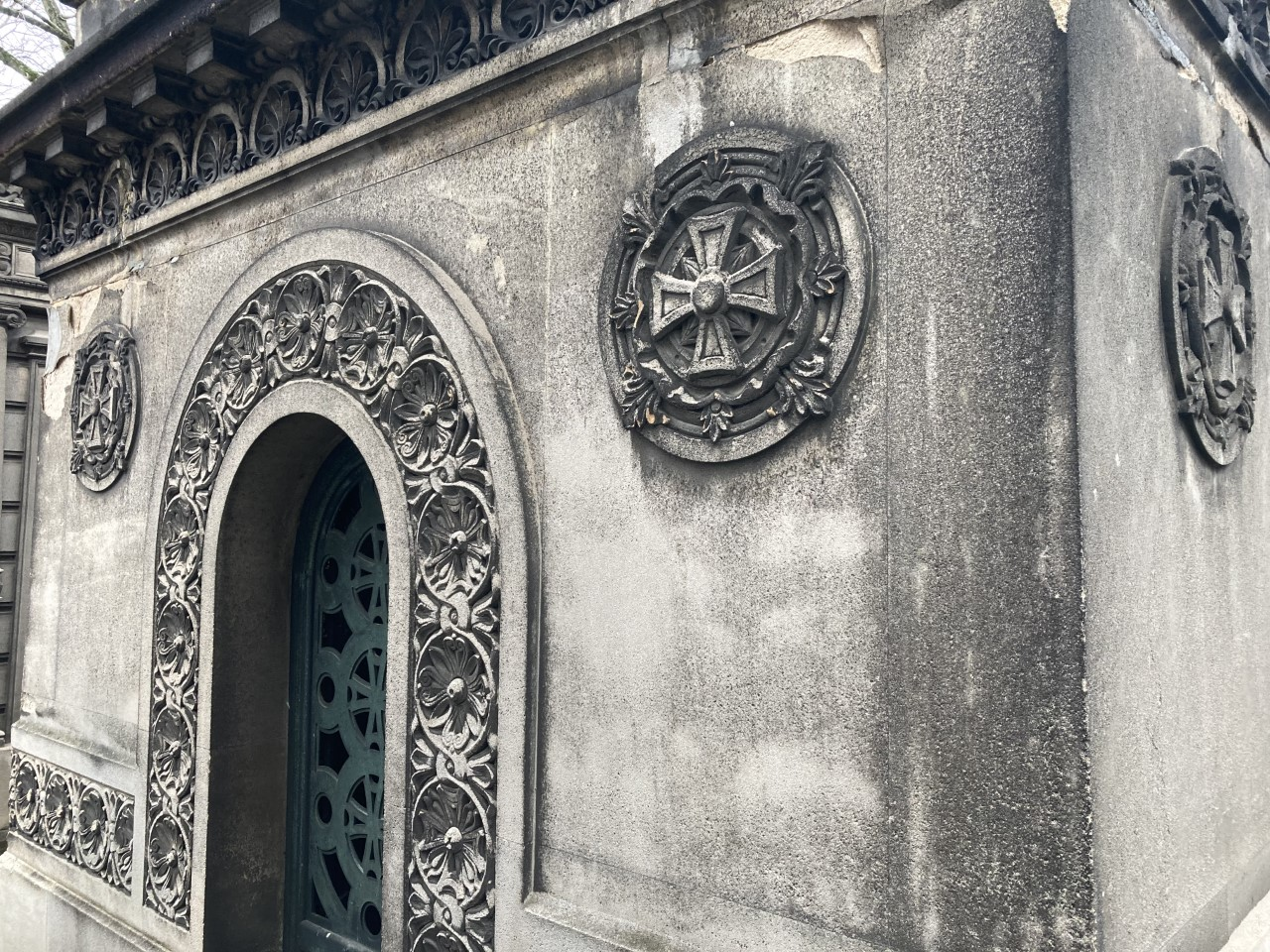
Crypte funéraire des Lannes de Montebello et des Cambacérès au cimetière de Passy.

## Liste chronologique des ducs de Montebello
1. 1808-1809 : Jean Lannes (1769-1809), 1er duc de Montebello ;
2. 1809-1874 : Louis Napoléon Auguste Lannes de Montebello (1801-1874), 2e duc de Montebello, fils du précédent ;
3. 1874-1876 : Napoléon Camille Charles Jean Lannes de Montebello[8] (30 octobre 1835, Pau - 30 novembre 1876, Pau), 3e duc de Montebello, fils du précédent ;
4. 1877-1899 : Napoléon Barbe Joseph Jean Lannes de Montebello (9 avril 1877 - 8 janvier 1899[9],[10]), 4e duc de Montebello, fils du précédent, né posthume ;
5. 1899-1922 : Charles Louis Maurice Lannes de Montebello[11] (1836-1922), 5e duc de Montebello, prince de Sievers[12], frère cadet du 3e duc ;
6. 1922-1988 : Napoléon Jean Jules Lannes de Montebello[13] (1903-1988), 6e duc de Montebello, prince de Sievers[12], petit-fils du 5e duc ;
7. 1988-2022 : Maurice Georges Antoine Marie Lannes de Montebello[14] (2 juillet 1939, Biarritz - 26 mars 2022, Mareuil [15]), 7e duc de Montebello, prince de Sievers[12], fils du précédent.
8. depuis 2022 : Benoît Alexandre Marie Emmanuel Lannes de Montebello[16] (né le 15 août 1973, Blois[17]), 8e duc de Montebello, prince de Sievers[12], fils du précédent.

Les héritiers présomptifs du titre sont de 1988 à 2004, Jean-Michel Christophe Marie Louis Lannes de Montebello (15 août 1972, Blois - 7 août 2004), marquis de Montebello (fils aîné du 7e duc), à qui succède à son décès en 2004 son frère cadet, Benoît Alexandre Marie Emmanuel Lannes de Montebello (né en 1973), marquis de Montebello. Depuis 2022, il s'agit de l'oncle de l'actuel duc, frère du 7e duc, Charles-Emmanuel Dominique François Lannes de Montebello (né en 1942),.

## Famille
- Jean Lannes (1769 - 1809)
  - Louis Napoléon Auguste Lannes de Montebello (1801-1874)
    - Napoléon Camille Charles Jean Lannes de Montebello (1835 - 1876)
      - Napoléon Barbe Joseph Jean Lannes de Montebello (1877 - 1899)

    - Charles Louis Maurice Lannes de Montebello (1836 - 1922), épouse Thérèse O’Tard de La Grange
      - Maurice Lannes, comte de Montebello (1867 - 1917)
        - Napoléon Jean Jules Lannes de Montebello (1903 - 1988), épouse Diane de Broglie
          - Maurice Georges Antoine Marie Lannes de Montebello (1939 - 2022)
            - Benoît Alexandre Marie Emmanuel Lannes de Montebello (né en 1973)